# Gunzweiler (Wüstung)
Gunzweiler war ein Dorf im Lautertal am Rutzenbach.

## Geschichte
Der Ort Gunzweiler taucht in mehreren Urkunden des Klosters Otterberg gegen Ende des 13. Jahrhunderts auf. So hat ein Jacob Stange die Rechte des Klosters an einigen Gütern bezeugt. Seine genaue Lage ist unklar. Gunzweiler wüst bei Olsbrücken (Kr. Kaiserslautern) Gu. lag in der Gemarkung von Olsbrücken (s.d.), am Rutzenbach. Er dürfte jedoch nach Quellenlage zwischen Olsbrücken und Hirschhorn/Pfalz gelegen haben. Nach dem 14. Jahrhundert war der Ort offenbar bereits zerstört und eine Wüstung.